# Rapid Bukareszt (piłka ręczna)
Rapid CFR Bukareszt (rum. Clubul Sportiv Rapid CFR București) – rumuński klub piłki ręcznej kobiet powstały w Bukareszcie. Klub obecnie występuje w rozgrywkach Divizii A, do której został zdegradowany w sezonie 2009/10 z Liga Națională za zajęcie 13. miejsca.

## Osiągnięcia
Puchar EHF:
- 1964

Mistrzostwa Rumunii:
- 1961, 1962, 1963, 1964, 2003, 2022

Puchar Rumunii:
- 2004